# Colosmittia clavata
Colosmittia clavata är en tvåvingeart som beskrevs av Andersen och Ole Anton Saether 1993. Colosmittia clavata ingår i släktet Colosmittia och familjen fjädermyggor.
Artens utbredningsområde är Tanzania. Inga underarter finns listade i Catalogue of Life.